# Ignição por fusão
A ignição por fusão é o ponto em que uma reação de fusão nuclear se torna autossustentável. Isso ocorre quando a energia liberada pelas reações de fusão aquece a massa de combustível mais rapidamente do que vários mecanismos de perda que a resfriam. Neste ponto, a energia externa necessária para aquecer o combustível a temperaturas de fusão não é mais necessária. Como a taxa de fusão varia com a temperatura, o ponto de ignição para qualquer máquina é normalmente expresso como uma temperatura.

## Resultados de ignição indicados
Na 63.ª Reunião Anual da Divisão APS de Física de Plasma em novembro de 2021, a Instalação Nacional de Ignição (INI) afirmou ter acionado a ignição no laboratório em agosto de 2021 pela primeira vez nos mais de 60 anos de história do programa ICF. A injeção rendeu 1,3 megajoules (MJ) de energia de fusão, uma melhoria de 8 vezes em relação aos testes realizados na primavera de 2021. A INI estima que 230 kJ de energia atingiram a cápsula de combustível, o que resultou em uma saída de energia quase 6 vezes maior da cápsula. Um pesquisador do Imperial College London afirmou que a maioria do campo concorda que a ignição foi demonstrada. Em agosto de 2022, os resultados do experimento foram confirmados em três artigos revisados por pares: um na Physical Review Letters e dois na Physical Review E. Desde então, os pesquisadores da INI tentaram replicar o resultado de agosto, sendo que, em dezembro de 2022, os cientistas da INI no Laboratório Nacional Lawrence Livermore na Califórnia conseguiram acionar a ignição. Em 13 de dezembro de 2022, o Departamento de Energia dos Estados Unidos anunciou no Twitter que a ignição por fusão foi alcançada.

## Investigação atual
A ignição não deve ser confundida com o ponto de equilíbrio, um conceito semelhante que compara a energia total liberada com a energia usada para aquecer o combustível. A principal diferença é que o ponto de equilíbrio ignora as perdas para o ambiente, que não contribuem para aquecer o combustível e, portanto, não são capazes de tornar a reação autossustentável. O equilíbrio é um objetivo importante no campo da energia de fusão, mas a ignição é necessária para um projeto prático de produção de energia.
Na natureza, as estrelas atingem a ignição em temperaturas semelhantes à do Sol, em torno de 15 milhões de kelvins. As estrelas são tão grandes que os produtos da fusão quase sempre interagem com o plasma antes que sua energia possa ser perdida para o ambiente do lado de fora da estrela. Em comparação, os reatores artificiais são muito menos densos e muito menores, permitindo que os produtos da fusão escapem facilmente do combustível. Para compensar isso, são necessárias taxas de fusão muito mais altas e, portanto, temperaturas muito mais altas; a maioria dos reatores de fusão feitos pelo homem são projetados para trabalhar em temperaturas acima de 100 milhões de kelvins. O Laboratório Nacional Lawrence Livermore tem seu sistema de laser de 1,8 MJ funcionando com potência total. Este sistema de laser é projetado para comprimir e aquecer uma mistura de deutério e trítio, que são ambos isótopos de hidrogênio, a fim de comprimir os isótopos a uma fração de seu tamanho original e fundi-los em átomos de hélio (liberando nêutrons no processo).
Em janeiro de 2012, Mike Dunne, diretor da Instalação Nacional de Ignição (INI), previu em uma palestra plenária da Photonics West 2012 que a ignição seria alcançada na INI em outubro de 2012.
Em 2022, a INI alcançou a ignição, usando a técnica de fusão por confinamento inercial, que envolve o uso de lasers de alta energia para comprimir homogeneamente a parte externa de um pellet contendo combustível nuclear, aproveitando a densidade momentaneamente aumentada dentro do pellet agora forçado a entrar em colapso, para inflamar o combustível. Anteriormente, a ignição só era conseguida nos núcleos de armas termonucleares detonantes, outra forma de fusão por confinamento inercial, que, em vez de lasers, usa uma "vela de ignição" de fissão convencional (U-235 ou Pu-239/241) para iniciar o processo. O primeiro reator de fusão do mundo previsto para ser capaz de alcançar o ponto de equilíbrio está atualmente em desenvolvimento. Com base no projeto do reator Tokamak, o ITER destina-se a atingir a fusão por um período prolongado de tempo antes que a integridade estrutural seja afetada. A construção está prevista para ser concluída em 2025.
Os especialistas acreditam que alcançar a ignição por fusão é o primeiro passo para a fonte de energia que é a fusão nuclear.